# Jean-Baptiste-René Hertel de Rouville
Pour les articles homonymes, voir Hertel de Rouville.
Jean-Baptiste-René Hertel de Rouville (20 juin 1789 à Montréal, Bas-Canada - 3 janvier 1859 à Boucherville est un militaire et un homme politique  du Bas-Canada.

## Biographie
Jean-Baptiste Hertel de Rouville nait le 20 juin 1789 à  Montréal, dans une famille de militaires et de seigneurs. Comme beaucoup de ses ancêtres, il s'engage tôt dans une carrière militaire.  À 23 ans, il est capitaine des Voltigeurs canadiens et participe en 1812 à la Bataille de la Châteauguay sous le commandement de son cousin Charles-Michel d'Irumberry de Salaberry.  Poursuivant sa carrière militaire, il est promu au commandement du bataillon de Chambly en 1816.
Il marie Charlotte de Labroquerie la même année avec qui il aura 5 enfants.
En 1817, il hérite de la seigneurie de Rouville au Mont Saint-Hilaire qu'on avait octroyée en 1694 à son ancêtre Jean-Baptiste Hertel de Rouville.
Après de longues années de démarches administratives et malgré de vieilles animosités avec ses censitaires, Hertel de Rouville obtient successivement l'institution canonique de la paroisse Saint-Hilaire (1795), la construction d'une église (1831-1837), la nomination d'un premier curé résident (1831), puis finalement, l'érection civile de la paroisse (1835).
Comme son père, il fait de la politique et se présente comme député de Bedford en 1832 puis de Rouville en 1834.  On le nomme également au Conseil législatif du Bas-Canada durant les Rébellion des Patriotes.  Selon certains témoignages, il semble avoir soutenu dans une certaine mesure l'effort des Patriotes. D'où une certaine méfiance des autorités britanniques envers lui.
Dans la décennie suivante, Jean-Baptiste-René connait des revers de fortune.  Il doit même vendre sa seigneurie à Thomas Edmund Campbell en 1844.
Il décède le 3 janvier 1859 à Boucherville, Bas-Canada.

### Membres célèbres familiaux
Ses ancêtres

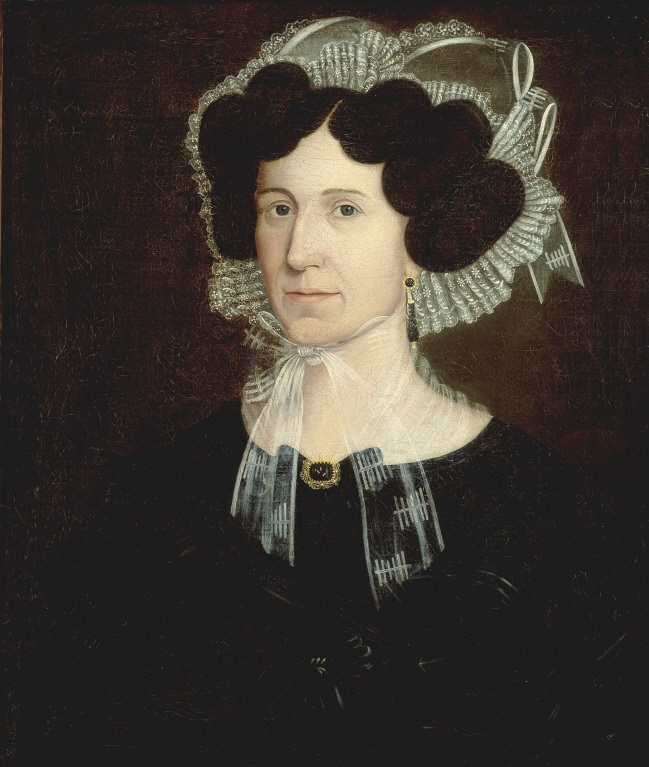
Anne-Charlotte Boucher de la Broquerie

Joseph-François Hertel de la Fresnière
Jean-Baptiste Hertel de Rouville
René-Ovide Hertel de Rouville.
Son père
Jean-Baptiste-Melchior Hertel de Rouville
Son cousin
Charles-Michel d'Irumberry de Salaberry